# Dasypogon rufipes
Dasypogon rufipes är en tvåvingeart som beskrevs av Philippi 1865. Dasypogon rufipes ingår i släktet Dasypogon och familjen rovflugor. Inga underarter finns listade i Catalogue of Life.